# KBS World Radio
KBS World Radio (Hangul: KBS 월드라디오; trước đây là Radio Korea và Radio Korea International) là đài phát thanh quốc tế chính thức của Hàn Quốc, trực thuộc KBS. Các chương trình của KBS World Radio được phát đi quốc tế bằng 11 ngôn ngữ: tiếng Hàn, tiếng Anh, tiếng Trung Quốc, tiếng Nhật, tiếng Indonesia, tiếng Ả Rập, tiếng Việt, tiếng Nga, tiếng Đức, tiếng Pháp và tiếng Tây Ban Nha.

## Lịch sử
KBS World Radio ban đầu ra đời với tên gọi "Voice of Free Korea" năm 1953 là đài phát thanh độc lập với KBS (khi ấy KBS còn tên là Hệ thống phát thanh truyền hình trung ương Seoul - 당시 서울중앙방송국 Seoul Central Broadcasting System) và đến 1968 mới hợp nhất vào với KBS.
Năm 1973, nó được đổi tên thành đài phát thanh Hàn Quốc Radio Korea nhưng đến năm 1994, nó đổi thành Đài phát thanh quốc tế Hàn Quốc (Radio Korea International viết tắt là RKI) để tránh nhầm lẫn với đài phát thanh có cùng tên Radio Korean của những người Hàn Quốc ở hải ngoại lập.
Trước khi có Internet, đây là phương tiện thông tin liên lạc duy nhất từ Hàn Quốc đến người Hàn ở nước ngoài. Đến những năm 1990, BBC, VOA và các đài phát sóng ngắn khác mới có thỏa thuận trao đổi phát sóng.
Các mốc thời gian tiêu biểu như sau:
- 15 tháng 8 năm 1953, Phát thanh bằng tiếng Anh dưới tên gọi "Voice of Free Korea"
- 1 tháng 11 năm 1955, bắt đầu phát sóng trung bằng tiếng Nhật.
- 2 tháng 9 năm 1957, phát sóng tiếng Hàn ra quốc tế
- 10 tháng 4 năm 1958 bắt đầu phát sóng tiếng Pháp
- 13 tháng 2 năm 1961, bắt đầu phát sóng tiếng Nga
- 10 tháng 8 năm 1961, bắt đầu phát sóng bằng tiếng Trung
- 19 tháng 8 năm 1962, bắt đầu phát sóng tiếng Tây Ban Nha
- 1 tháng 4 năm 1973, đổi tên từ Voice of Free Korea sang Radio Korea
- 2 tháng 6 năm 1975, bắt đầu phát sóng tiếng Indonesia
- 10 tháng 9 năm 1975, bắt đầu phát sóng tiếng Ả rập
- 1 tháng 5 năm 1981, bắt đầu phát sóng tiếng Đức
- 1 tháng 6 năm 1983, bắt đầu phát sóng tiếng Bồ Đào Nha
- 1 tháng 6 năm 1985, bắt đầu phát sóng tiếng Ý
- 31 tháng 3 năm 1994, ngừng phát sóng bằng tiếng Bồ Đào Nha
- 15 tháng 8 năm 1994, đổi tên từ 'Radio Korea' sang 'Radio Korea International'
- 31 tháng 10 năm 1994, ngừng phát sóng bằng tiếng Ý
- 3 tháng 11 năm 1997, bắt đầu phát sóng KBS International Broadcasting trên internet
- 15 tháng 8 năm 2003, phát sóng bằng vệ tinh nhân dịp kỷ niệm 50 năm quốc khánh Hàn Quốc
- 3 tháng 3 năm 2005, đổi tên thành KBS WORLD Radio
- 3 tháng 3 năm 2005, bắt đầu phát sóng bằng tiếng Việt

## Phát sóng
Tín hiệu radio được truyền sóng ngắn qua một máy phát duy nhất trên đất Hàn Quốc tại Kimjae: được xây dựng vào năm 1975, nằm cách Seoul 270 km về phía nam và bao gồm bảy máy phát, trong đó có ba máy phát công suất 250 kW và bốn máy phát công suất 100 kW.

## Cách nghe
○ Trang chủ của KBS World Radio tiếng Việt  
 
Click 'Ch 1' hoặc 'Ch 2' tại http://world.kbs.co.kr/service/index.htm?lang=v 

○ Ứng dụng dành cho điện thoại thông minh 

Tải ứng dụng 'KBS WORLD Radio' hoặc 'KBS WORLD Radio On-Air'

## Các chương trình bằng tiếng Việt
Từ ngày 29 tháng 01 năm 2024
| Chương trình                               | Thời gian phát sóng                                                                         | Dẫn chương trình/Biên tập                           |
| ------------------------------------------ | ------------------------------------------------------------------------------------------- | --------------------------------------------------- |
| Bản tin hàng ngày - Tin nổi bật trong tuần | Từ thứ Hai đến thứ Sáu hàng tuần lúc 22:00 (KST) (phát lại lúc 10:30 ngày hôm sau)          | Hur Jiny, Kim Ji Youn                               |
| Tiếng Hàn qua phim ảnh (phát lại)          | Từ thứ Hai đến thứ Sáu hàng tuần lúc 22:10 (KST)                                            | Hur Jun, Lee Jung-eun                               |
| Tủ sách nói (phát lại)                     | Thứ Hai hàng tuần lúc 22:15 (KST)                                                           |                                                     |
| Hiệu sách Radio                            | Thứ Ba hàng tuần lúc 22:15 (KST)                                                            |                                                     |
| Vì một bán đảo thống nhất                  | Thứ Tư hàng tuần lúc 22:15 (KST) (phát lại lúc 08:45 ngày hôm sau)                          | Hur Jiny                                            |
| Âm điệu ngàn xưa                           | Thứ Năm hàng tuần lúc 22:15 (KST) (phát lại lúc 08:45 ngày hôm sau)                         | Nguyễn Ngọc Vĩnh Hằng, Hur Jiny, Vũ Thị Thanh Hương |
| Chuyện từ Seoul                            | Thứ Sáu hàng tuần lúc 22:15 (KST) (phát lại lúc 08:45 ngày hôm sau)                         | Kiều Chinh, Thu Giang, Hur Jiny                     |
| Âm nhạc Hàn Quốc - Giai điệu bạn bè        | Thứ Bảy hàng tuần lúc 22:00 (KST) (phát lại vào Chủ nhật cùng tuần lúc 08:30 và 22:00 (KST) | Trần Quang Nhật, Quỳnh Anh, Hur Jiny                |

## Liên kết
- KBS World Radio tiếng Hàn
- KBS World Radio tiếng Anh
- KBS World Radio tiếng Việt